# (100030) 1990 WN1
(100030) 1990 WN1 es un asteroide perteneciente al cinturón de asteroides, descubierto el 18 de noviembre de 1990 por Eric Walter Elst desde el Observatorio de La Silla, Chile.